# Habitatge al carrer Correu Vell, 12-14 (Barcelona)
L'habitatge al carrer Correu Vell, 12-14 és un edifici de Barcelona catalogat com a bé cultural d'interès local.

## Descripció
Es tracta d'un edifici amb moltes refaccions que es veuen a simple vista, que consta d'una planta baixa comercial, quatre pisos d'habitatges, més un petit àtic.
La façana del carrer de l'Hostal d'en Sol és arrebossada i les obertures són petites, en forma de finestres de segon ordre. Pel que fa a la façana principal, es detecta que un terç de l'immoble, el de l'esquerra, té elements que remeten a l'arquitectura gòtica, mentre que la resta, a la dreta, és obra popular. La divisió entre aquests dos cossos és palpable a partir d'un contacte molt poc subtil entre ells.
La banda dreta, sense trets massa ressenyables, té murs de blocs mitjans molt ben escairats i totalment homogenis, típics d'arquitectures gòtiques i postgòtiques. No obstant, les obertures són molt heterogènies, des dels balcons fins a les petites finestres obertes a posteriori, que podrien correspondre's amb el forat d'escala. D'entre aquestes, destaca a l'alçada de la tercera planta, a tocar de la junció entre els dos edificis que formen l'actual immoble, s'hi observa el terç d'un finestral geminat, que fou posteriorment tapiat i recobert amb l'aparell de blocs escairats abans esmentat, probablement modificat cap al segle xvii. Per acabar, la planta superior, de morfologia diferent i arrebossada, sembla correspondre's amb un afegit probablement del segle xx.
La banda esquerra de l'edifici compta amb la presència de dues finestres geminades de trets romànics, probablement del segle xiii a tocar d'una torre lateral i solà, que seria característic de l'arquitectura gòtica tardana. Aquestes dues finestres geminades es troben totalment tapiades actualment. La resta de morfologia de les finestres i finestrals és, com en l'altre sector de la façana, totalment heterogeni i respon a successives refaccions i modificacions. Hi ha un àtic de modestes dimensions.